# Alpendurada e Matos
Alpendurada e Matos era una freguesia portuguesa del municipio de Marco de Canaveses, distrito de Oporto.

## Historia
Fue suprimida el 28 de enero de 2013, en aplicación de una resolución de la Asamblea de la República portuguesa promulgada el 16 de enero de 2013 al unirse con las freguesias de Torrão y Várzea do Douro, formando la nueva freguesia de Alpendorada, Várzea e Torrão.